# Rysik traserski

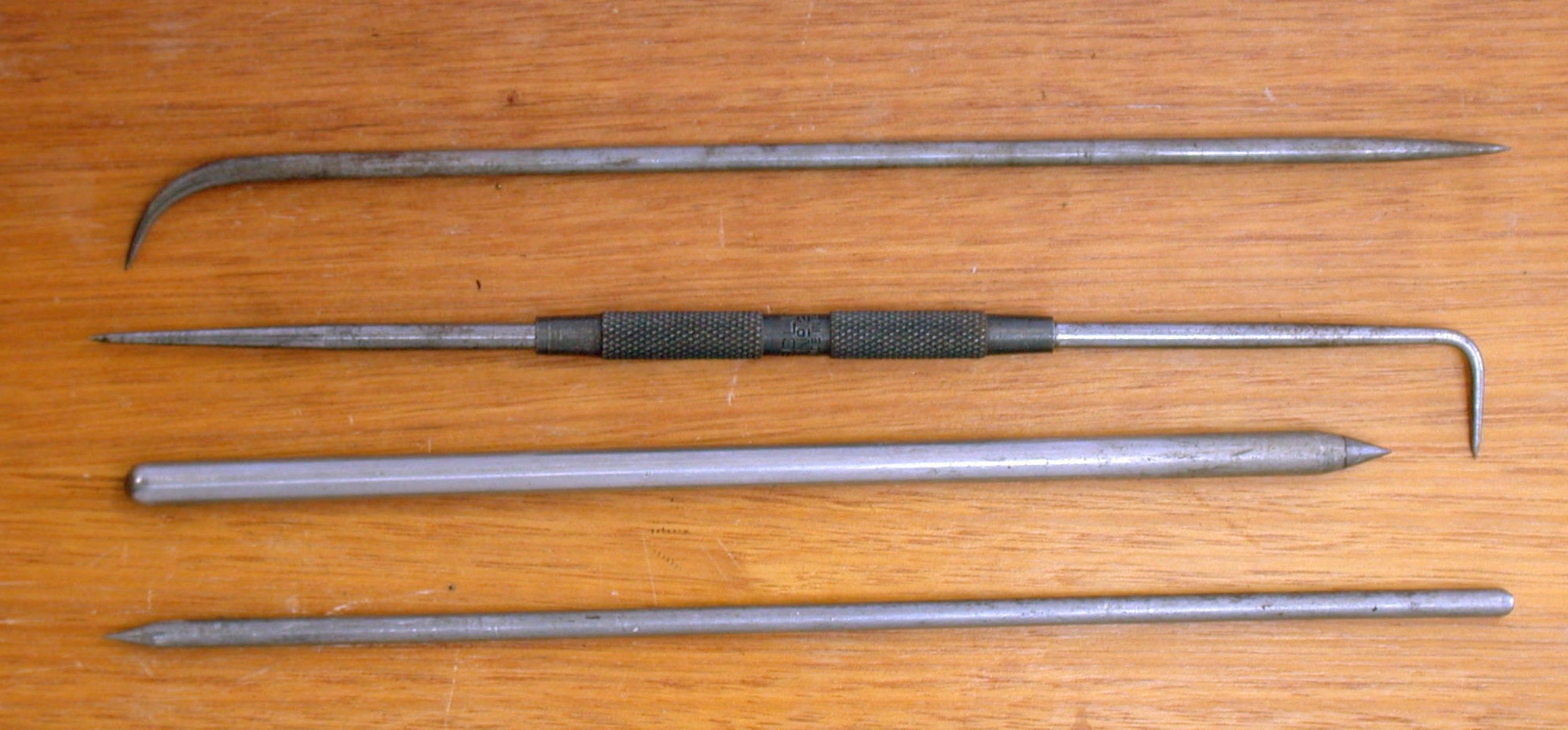
rysik traserski

Rysik traserski – pręt stalowy zakończony cienkim, stożkowym i hartowanym ostrzem, służącym do kreślenia rys (traserskich) na poddawanych trasowaniu przedmiotach.